# Sonnenscheid
Sonnenscheid ist ein Ortsteil der Gemeinde Schalksmühle im Märkischen Kreis im Regierungsbezirk Arnsberg in Nordrhein-Westfalen (Deutschland).

## Lage und Beschreibung
Der Wohnplatz befindet sich zwischen dem Mesekendahler Bachtal und dem Nahmer Bachtal östlich der Bundesautobahn 45 an der Gemeindegrenze zu Nachrodt-Wiblingwerde.
Nachbarorte auf dem Gemeindegebiet sind Winkeln, Winklerheide, Vormwald, Mesekendahl, Brake und Wersbecke, sowie Hahn, Haste und Waldstück auf dem Gemeindegebiet von Nachrodt-Wiblingwerde.

## Geschichte

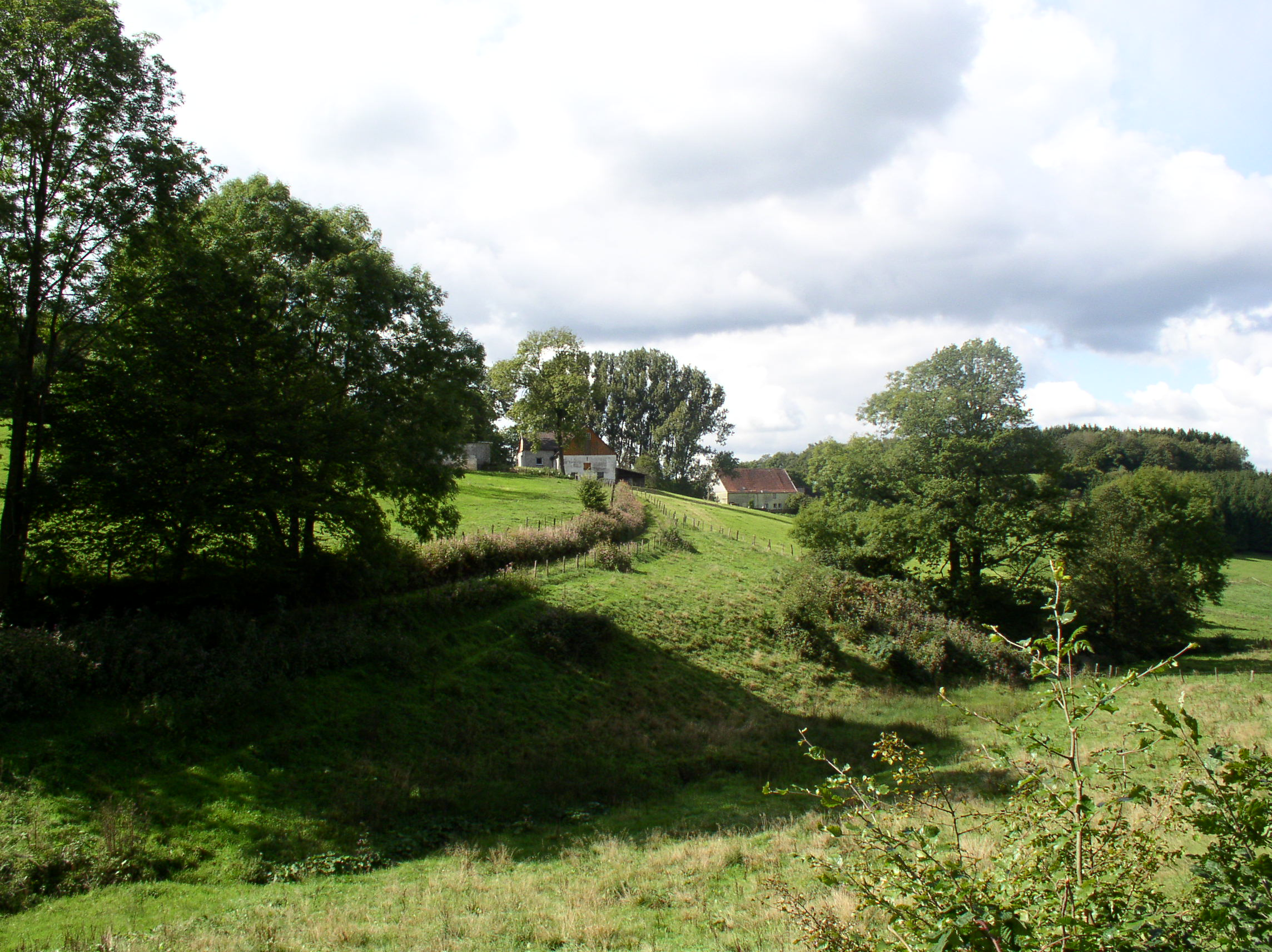
Sonnenscheid aus dem Nahmer Bachtal

Sonnenscheid gehörte bis zum 19. Jahrhundert der Bauerschaft Winkeln des Kirchspiels Hülscheid an. Ab 1816 war der Ort Teil der Gemeinde Hülscheid in der Bürgermeisterei Halver im Kreis Altena, 1818 lebten 18 Einwohner im Ort. Der laut der Ortschafts- und Entfernungs-Tabelle des Regierungs-Bezirks Arnsberg als Sonscheid bezeichnete und als Hof kategorisierte Ort besaß 1839 sieben Wohnhäuser und drei landwirtschaftliches Gebäude. Zu dieser Zeit lebten 49 Einwohner im Ort, allesamt evangelischen Bekenntnisses.
1844 wurde die Gemeinde Hülscheid mit Sonnscheid von dem Amt Halver abgespaltet und dem neu gegründeten Amt Lüdenscheid zugewiesen.
Der Ort ist auf der Preußischen Uraufnahme von 1840 unter dem Namen Sonnenscheid verzeichnet. Ab der Preußischen Neuaufnahme von 1892 ist der Ort auf Messtischblättern der TK25 als Sonnenscheid verzeichnet.
Die Gemeinde- und Gutbezirksstatistik der Provinz Westfalen führt 1871 den Ort mit neun Wohnhäusern und 50 Einwohnern auf.  Das Gemeindelexikon für die Provinz Westfalen gibt 1885 für Sonnenscheid eine Zahl von 54 Einwohnern an, die in acht Wohnhäusern lebten. 1895 besitzt der Ort acht Wohnhäuser mit 48 Einwohnern, 1905 werden sieben Wohnhäuser und 46 Einwohner angegeben.
1969 wurden die Gemeinden Hülscheid und Schalksmühle zur amtsfreien Großgemeinde (Einheitsgemeinde) Schalksmühle im Kreis Altena zusammengeschlossen und Sonnenscheid gehört seitdem politisch zu Schalksmühle, das 1975 auf Grund des Sauerland/Paderborn-Gesetzes Teil des neu geschaffenen Märkischen Kreises wurde.